# Szulfát

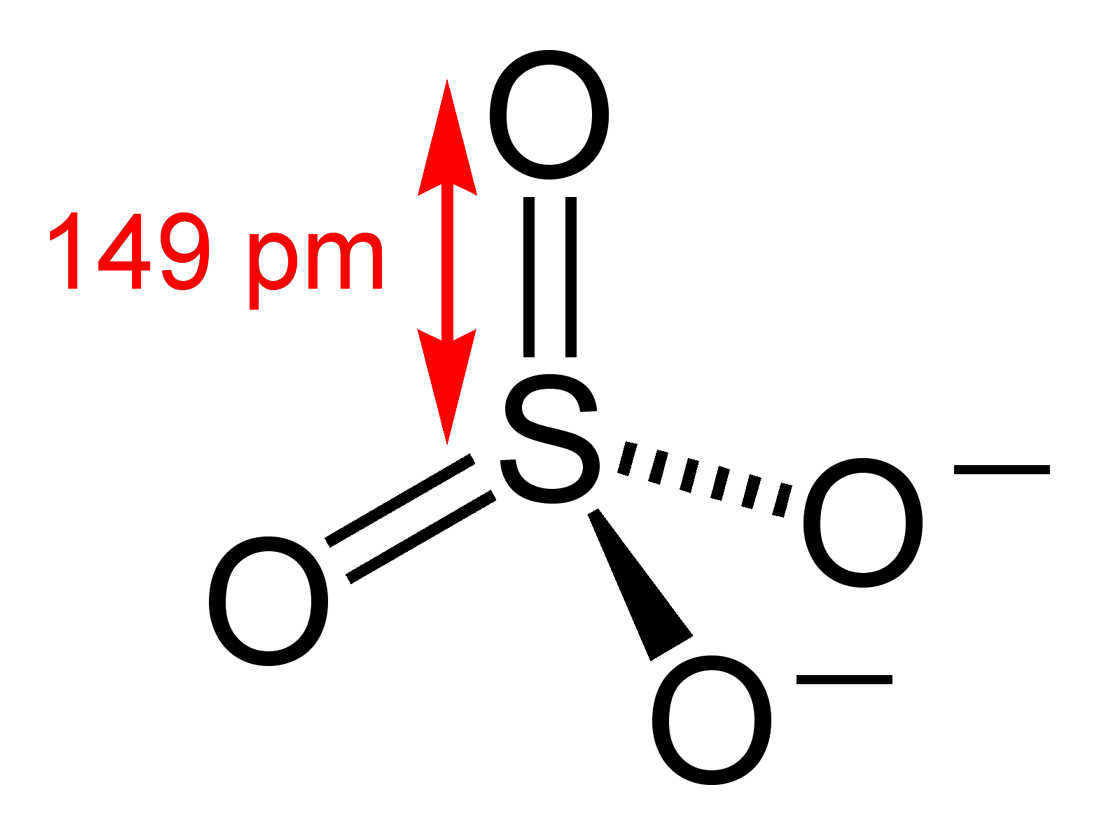
A szulfátion szerkezete

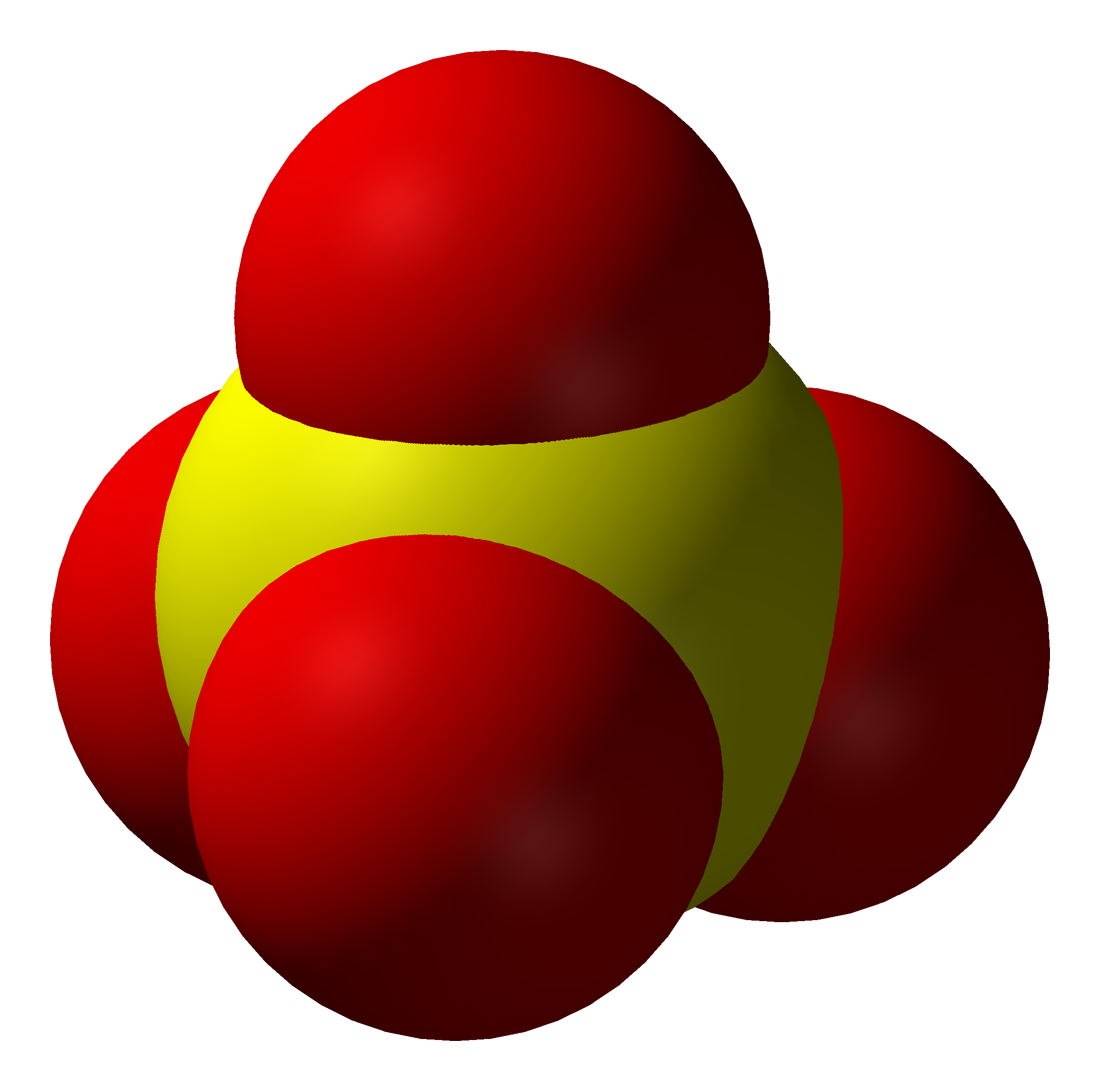
A szulfátion modellje

A szervetlen kémiában a szulfátok szulfátiont (SO2−4) tartalmazó vegyületek, a kénsav sói. A szulfátion egy kénatomból, és négy oxigénatomból épül fel, melyek a központi kénatom körül szabályos tetraédert formálva helyezkednek el. Az alkálifém-szulfátok vízben oldhatók. A kalcium-szulfát és az ezüst-szulfát nehezen oldódik, a stroncium-szulfát, a bárium-szulfát, a higany-szulfát és az ólom-szulfát gyakorlatilag nem oldódik vízben.
A hidroszulfátiont (hidrogén-szulfát ion) tartalmazó vegyületeket savanyú szulfátoknak is nevezzük, mivel oldatuk kémhatása savas. Savanyú szulfát például a nátrium-hidrogén-szulfát (nátrium-biszulfát).
A szulfátok hevítés hatására, magasabb hőmérsékleten bomlanak, ekkor fém-oxid, oxigén, és kén-oxid  (kén-dioxid vagy kén-trioxid) keletkezik. Például:
{\displaystyle \mathrm {CaSO_{4}\rightarrow CaO+SO_{2}+{\frac {1}{2}}O_{2}} \,\!}
Néhány vízben oldódó szulfát régies, köznapi neve gálic, például CuSO4: rézgálic vagy kékgálic,  ZnSO4: fehérgálic.